# Bill Chen
William 'Bill' Chen (Williamsburg, 1970) is een Amerikaans professioneel pokerspeler. Hij won zowel het $2.500 Short Handed No Limit Hold'em-toernooi als het $3.000 Limit Hold'em-toernooi van de World Series of Poker 2006. Daarmee won hij hoofdprijzen van $442.511,- en $343.618,-.
Chen won tot en met juni 2014 meer dan $1.800.000,- in pokertoernooien (cashgames niet meegerekend).

## Wapenfeiten
Chen won zijn eerste geldbedrag op de World Series of Poker (WSOP) in de editie van 2000. Daarop werd hij elfde in het $1.500 Limit Ace to Five Draw-toernooi, goed voor $2.855,-. Zijn grote succes kwam zes jaar later, toen hij twee titels pakte op de WSOP 2006. Die jaargang haalde Chen ook een derde finaletafel. In het $1.500 No Limit Hold'em-toernooi werd hij dat jaar zesde.
Op zijn vierde finaletafel moest Chen wachten tot de World Series of Poker 2010. Daarop was hij verliezend finalist in het $3.000 H.O.R.S.E.-toernooi, achter Phil Ivey. Hij verdiende daarmee toch $203.802,-.

## Boek
Chen werd in 1999 Doctor of Philosophy in wiskunde aan de Universiteit van Californië - Berkeley. Vanuit die invalshoek schreef hij samen met Jerrod Ankenman het boek The Mathematics of Poker, dat in 2006 uitkwam. Hierin benadert hij het pokerspel door niet naar de specifieke kaarten te kijken, maar naar optelsommen van de punten die hij aan iedere kaart toekent.

## WSOP-titels
| World Series of Poker 2006 | $2.500 Short Handed No Limit Hold'em | $442.511,- |
| World Series of Poker 2006 | $3.000 Limit Hold'em                 | $343.618,- |